# 威尼托语
威尼托語是历史上、今意大利境内的威尼托人所講的一種語言，其分布在意大利东北部的威尼托大区和弗留利一带，以及今日斯洛文尼亚的波河三角洲到阿尔卑斯山脉南缘之间，与埃斯泰文化有关。
威尼托语见于公元前6至公元前1世纪的约300块碑铭，罗马人称其为Veneti，希腊人称其为Enetoi。大约在1世纪之后，当地居民被罗马同化，这种语言就灭绝了。祭祀雷伊蒂亚的铭文是了解威尼托语的主要来源之一。

## 系属分类

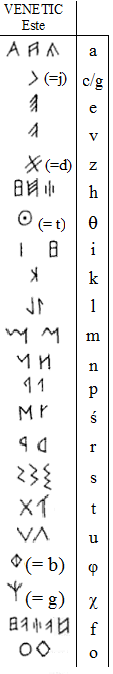
威尼托字母

威尼托語是一種顎音類語言，它和其他印歐語系語言的聯繫還在研究中，但據現今的研究成果證實，威尼托語和意大利語是同族，利布尔尼亚语除外。
威尼托语同其他西部印欧语分支（尤其是凯尔特语族和日耳曼语族）也有相似之处，一些语言学家更倾向于将其视作一种独立的印欧语；另外可能还与巴尔干半岛西部的伊利里亚语有关，但它们的具体关系目前还有争议。
有学者认为，威尼托语显然属于意大利语族，且同奥斯坎-翁布里亚语支的关系比拉丁语还密切；也有人认为，威尼托语不属于意大利语族，而是从前原始意大利语中分离出来的。
2012年一项研究认为，从形态上看威尼托语是一种与凯尔特语很相似的较保守语言；从语音上看，它处于凯尔特语和意大利语的中间。后一种差别可能只是地域特征。也有人指出了其与雷蒂亚语在语音上的相似。
2016年，凯尔特学家Peter Schrijver提出，威尼托语、凯尔特语族和意大利语族共同构成了意大利-凯尔特语族。

## 命运
公元前150~50年间，铭文主要以拉丁语-威尼托语双语的形态出现，威尼托语中可见大量拉丁语借词。这大约是向拉丁语的语言迁移的一个阶段，最终导致了语言灭绝。

## 特征
威尼托语有6或7个名词格与4种动词变位（类似于拉丁语）。已知单词有约60个，有些借自拉丁语（如liber.tos. < libertus）或伊特拉斯坎语。其中许多词明显属于印欧语系，例如vhraterei < PIE *bʰréh₂trey = “对兄弟”。

## 音系
威尼托语中，PIE送气浊塞音*bʰ、*dʰ、*gʰ在词首分别变为/f/、/f/、/h/（与拉丁语和奥斯坎-翁布里亚语相似）；而在词中分别变为/b/、/d/、/ɡ/（与拉丁语类似）。至少*bʰ、*dʰ的演变存在明确的证实。法利斯克语和奥斯坎-翁布里亚语在词中也变为/f/、/f/、/h/。
威尼托语中还有PIE *kʷ > kv、*gʷ- > w- 、*gʷʰ- > f-的演化，后两者与拉丁语平行；以及*p...kʷ... > *kʷ...kʷ...的逆同化，这在意大利语和凯尔特语中也有发现。:141

## 文字
埃斯特發現了大量的牌銘，埃斯特被認為是威尼托人居住的中心，接着在威尼托的阿爾皮諾，帕多瓦，維琴查，皮亞維河谷，的裡雅斯特和奧地利克恩滕州的交界處也發現了類似牌銘以及隨葬物品和墓碑。最近調查者在威尼托當地聖殿裡發現了許多碑銘碎片，卡多雷奧倫索的卡爾瓦里奧山也發現了刻於公元二世紀的碑銘，上面刻有一種拉丁文和威尼托文的混合體文字。
铭文使用一种北古意大利字母，类似于伊特鲁里亚字母。
威尼托語字母為古威尼托人使用，公元前550年和450年間，在伊特魯里亞語裡陸續收集來的，當字母被另一套語言借用時，就會存在一些不可避免的困難，例如，伊特魯里亞語沒有閉塞音(/b/，/d/ ，/g/)，相應的希臘原始符號已經被伊特魯里亞人廢棄不用了，而這些正是古威尼托人從伊特魯里亞語裡學來的，如φ，z e χ，見下面的原文。
公元前100年羅馬人開始使用拉丁字母來代替威尼托字母，但拉丁字母同威尼托字母一樣不圓潤或只作簡單的翻轉，威尼托語使用布斯特羅費迪科體書寫，即一行從左向右，下一行從右向左，不斷交替相反方向。
現在存在一種盧恩字母緣自於威尼托字母的假設。

## 语言样本
埃斯泰出土的青铜钉子（Es 45）上的铭文：:149
| 威尼托语       | Mego donasto śainatei Reitiiai porai Egeotora Aimoi ke louderobos |
| 拉丁语（书面） | Me donavit sanatrici Reitiae bonae Egetora [pro] Aemo liberis-que |
| 译文           | Egetora代表Aemus和孩子们把我交给了善良的治疗者雷伊蒂亚            |

卡多雷（Ca 4 Valle）出土的桶上的另一组铭文：:464
| 威尼托语       | eik Goltanos doto louderai Kanei  |
| 拉丁语（书面） | hoc Goltanus dedit liberae Cani   |
| 译文           | Goltanus为自由的Kanis牺牲了这一切 |

## 原文
meχo zona.s.to e.φ. vhaφa.i.tśa p|ora.i. .o.p io|roφo.s.
me donavit ex voto (?) Fabatia Porae ob horna
(da Pisani, p. 255)

## 點狀符號
威尼托語牌銘的一個最有趣的特點就是所謂的「點狀符號」，如上附原文所見，一些字母前和後所標的點狀符號，實際上點狀符號的特點是：輔音後不跟元音（例如zona.s.to句子裡，s後面緊跟輔音to），元音後不接輔音（例如.o.p中，o音位於句子的開頭）。這種奇怪的習慣用法是威尼托字母最重要的一點，從這一點我們可以發現伊特魯里亞-威尼托語字母（通過希臘字母）是緣自賽米提克語腓尼西奧字母，也許還是它的古老的使用者，同賽米提克語腓尼西奧字母一樣，使用音節化的字母，如CV音節方式（輔音＋元音），和其他多種方式（只加V或C）。

## 文獻目錄
- 維爾蒙多·布魯涅特利，「迪非那哥和伊魯特里亞-威尼托語字母，關於牌銘字母」，古地中海的文化傳播（P. 菲力格度編輯）(Sassari 24-27.4.1991), 卡利亞里和科西嘉，1994, pp. 47–53
- 賈科莫·德沃托，意大利語言學家， 黎佐利出版社, 米蘭, 1974, pp. 56–58
- R. S. 康維, 意大利方言 (2 vol., 劍橋大學出版社, 1897, repr. 1967)
- 維托雷·皮薩尼, 拉丁語之外的意大利古老語言,都靈, 盧森博格和塞利爾出版社, 1964

## 外部連結
- 巴吉約內河探密 （页面存档备份，存于）
- 威尼托語碑銘索引 （页面存档备份，存于）, Adolfo Zavaroni編輯.
- 維特畱語: 意大利的古老語言 （页面存档备份，存于）
- 文物發掘地卡爾瓦里奧山 （页面存档备份，存于）
- （英文） 意大利人民
- （英文） 威尼托語 來自網站石之音.
- （英文） 印歐語系數據庫：威尼托語, Cyril Babaev編輯.